# Blomidon Provincial Park
Blomidon Provincial Park är en park i Kanada.   Den ligger i provinsen Nova Scotia, i den östra delen av landet, 900 km öster om huvudstaden Ottawa. Blomidon Provincial Park ligger 200 meter över havet.
Terrängen runt Blomidon Provincial Park är huvudsakligen platt, men åt sydväst är den kuperad. Havet är nära Blomidon Provincial Park österut. Trakten är glest befolkad. Närmaste större samhälle är Canning, 13,6 km sydväst om Blomidon Provincial Park. 